# 楊サイン・ブカ
楊サイン・ブカ（よう サインブカ、1281年 - 1320年）は、モンゴル帝国に仕えた漢人将軍の一人。本来の名前は楊漢英であったが、サイン・ブカ（モンゴル語: Sayin buqa）というモンゴル語名を賜ったことから、『元史』などの漢文史料でも楊賽因不花と漢字表記されている。

## 概要
楊サイン・ブカの祖先の楊端は太原の人であったが、唐代に南詔が播州を陥落させるという事件が起きると募兵に応じ、遂に播州を奪還してこの地に定住した。唐朝が滅亡した後も五代を通じて楊端の子孫は播州の地を領したが、楊端の5世孫に当たるのが楊昭には子がいなかったため一族の貴遷を養子とした。そこから更に8代が続き、その間代々当主は宋朝に仕えて播州安撫使に任じられていた。至元13年（1276年）、南宋が滅ぶと楊邦憲は遂にモンゴル帝国に降り、龍虎衛上将軍・紹慶珍州南平等処沿辺宣慰使・播州安撫使に任じられた。楊邦憲が43歳にして亡くなると、その息子の楊漢英が僅か5歳にして跡を継ぐこととなった。
至元22年（1285年）、母親の田氏は楊漢英とともに上京し、クビライに大安閣で見えた。クビライは母子を見て宰臣に「楊氏の母子は父を失いながらも万里の道のりを越えて我が下にやってきた。朕は甚だ不憫に思う」と述べ、楊漢英が父の地位を継承することを許し、また「サイン・ブカ」というモンゴル名を賜った。以後、楊漢英は「楊サイン・ブカ（楊賽因不花）」を称することとなる。至元25年（1288年）、12歳にして再び楊サイン・ブカはクビライの下に入観し、クビライは楊サイン・ブカの応対が優れていること、その領地が安定していることを知ってほめたたえたという。同年、楊サイン・ブカは安撫司為宣撫司に任じられ、ついで侍衛親軍都指揮使に昇格することとなった。
クビライが亡くなりオルジェイトゥ・カアン（成宗テムル）が即位すると楊サイン・ブカは再び入見し、大徳5年（1301年）には宋隆済及び折節らが叛乱を起こしたため湖広行省平章劉二バアトル・指揮使エセンクトゥルクらとともにこれを討伐するよう命じられた。大徳6年（1302年）9月に楊サイン・ブカ率いる軍団は播州から出兵し、賊軍を破って多数の兵を殺害もしくは捕虜とした。これによって阿苴・笮籠は降伏し、その他の賊徒も相次いで投降した。大徳7年（1303年）正月には暮窩に駐屯していたが、賊軍が再結集して戦いを挑んできたため、墨特川の戦いでこれを破った。折節は楊サイン・ブカの武威を恐れて投降を乞うたが斬られ、宋隆済も捕らえられた後に処刑されたことで西南地方は平定された。大徳8年（1304年）には再度入見し、官位は資徳大夫に進んだ。
至大4年（1311年）、アユルバルワダがブヤント・カアンとして即位すると勳上護軍の地位を加えられ、改めて世襲を承認された。この頃、播南盧崩蛮が叛乱を起こしたため、楊サイン・ブカが恩州宣慰使田茂忠とともに討伐に派遣されたが、そのさなかに病を得て軍中で40歳にして亡くなった。死後、息子の楊嘉貞が跡を継いだ。